# Nagymester (sakk)

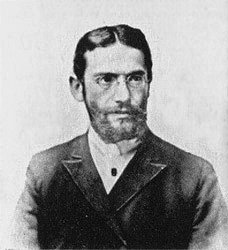
Siegbert Tarrasch, egyike az első sakknagymestereknek - bár a titulus használatának kezdetei vitatottak.

A nagymester címet a nemzetközi sakkszervezet, a FIDE adományozza bizonyos jelentős versenyeredmények vagy meghatározott Élő-pontszám és sakkversenyen elért úgynevezett normateljesítés megléte esetén.
Eggyel magasabb fokozat a nemzetközi mester és kettővel a FIDE-mester címeknél. Aki elnyeri a nagymesteri címet, élete végéig megtarthatja. A sakkirodalomban általánosan használt rövidítése a GM (az angol Grandmaster szó rövidítése), néha használják az IGM (angol International Grandmaster) rövidítést is. (A FIDE-mester rövidítése FM - angol FIDE Master -, a nemzetközi mesteré IM - International Master.)
A GM, IM és az FM címeket férfiak és nők egyaránt elnyerhetik. Mióta az első nő, Nona Gaprindasvili 1978-ban nemzetközi nagymester lett, sok nő megszerezte ezt a címet, közülük a legnagyobb tekintélynek a férfiak mezőnyében is szép eredményeket elért Polgár Judit örvend.
Létezik külön női nagymesteri cím is (WGM - angol Woman Grandmaster), ez játékerőben körülbelül a nemzetközi mester szintet jelenti.
A FIDE speciális nagymesteri címeket adományoz a sakkfeladványok kiemelkedő teljesítményt nyújtó szerzőinek (GMC) és megfejtőinek (GS) is (ld. A FIDE sakkfeladványszerző nagymestereinek listája).
A levelező sakknagymesteri címet Nemzetközi Levelezési Sakkszövetség (ICCF - International Correspondence Chess Federation) adományozza.
Nem hivatalos fogalom a szupernagymester titulus: ezt azoknak a nagymestereknek a megkülönböztetésre használják, akik a világ élvonalához tartoznak.

## Követelmények
A jelenlegi FIDE szabályzat szerint a (férfi) nagymesteri cím eléréséhez a következő versenyeredmények egyikét kell teljesíteni: VB 16-os mezőnyébe jutás, női VB megnyerése, U-20 (ifjúsági) VB vagy EB megnyerése, olimpián vagy EB-n 2600 fölötti eredmény teljesítése, stb.
A cím megszerezhető bizonyos feltételek mellett (pl. minimum 9 résztvevő, a résztvevők egyharmada, de legalább 3 GM ellenfél, legalább 50% nemzetközi címviselő, stb.) rendezett versenyeken elért normateljesítéssel, ha a versenyző
1. legalább 2601-es Élő-pontszámnak megfelelő teljesítményt elér a versenyen,
2. 2500-as Élő-pontszámot elért,
3. kettő vagy több normateljesítést elér, minimum 27 játszmából.